# Eugenia imaruiensis
Eugenia imaruiensis là một loài thực vật có hoa trong Họ Đào kim nương. Loài này được D.Legrand mô tả khoa học đầu tiên năm 1977.